# Kurtwood Smith
Kurtwood Larson Smith (født 3. juli 1943) er en amerikansk film- og tvskuespiller, bedst kendt for typecastede roller som strenge fædre i bl.a. den Oscarbelønnede dramafilm Døde poeters klub (1989) og komedieserien Dengang i 70'erne (1998-2006).

## Filmografi i udvalg
- RoboCop (1987)
- Rambo III (1988)
- Døde poeters klub (1989)
- Dengang i 70'erne (1998-2006)
- Deep Impact (1998)
- Girl, Interrupted (1999)
- Worst Week (2008-2009)